# Nebsenre
Nebsenre was een oud-Egyptische koning (farao) in de tweede tussenperiode. Hij geldt als vijftiende heerser van de 14e dynastie en regeerde in de 17e eeuw v.Chr.
Nebsenre was de opvolger van Herwibre en werd opgevolgd door Sekhepenre.

## Bron
- Narmer.pl